# میدان رازان (بروجرد)

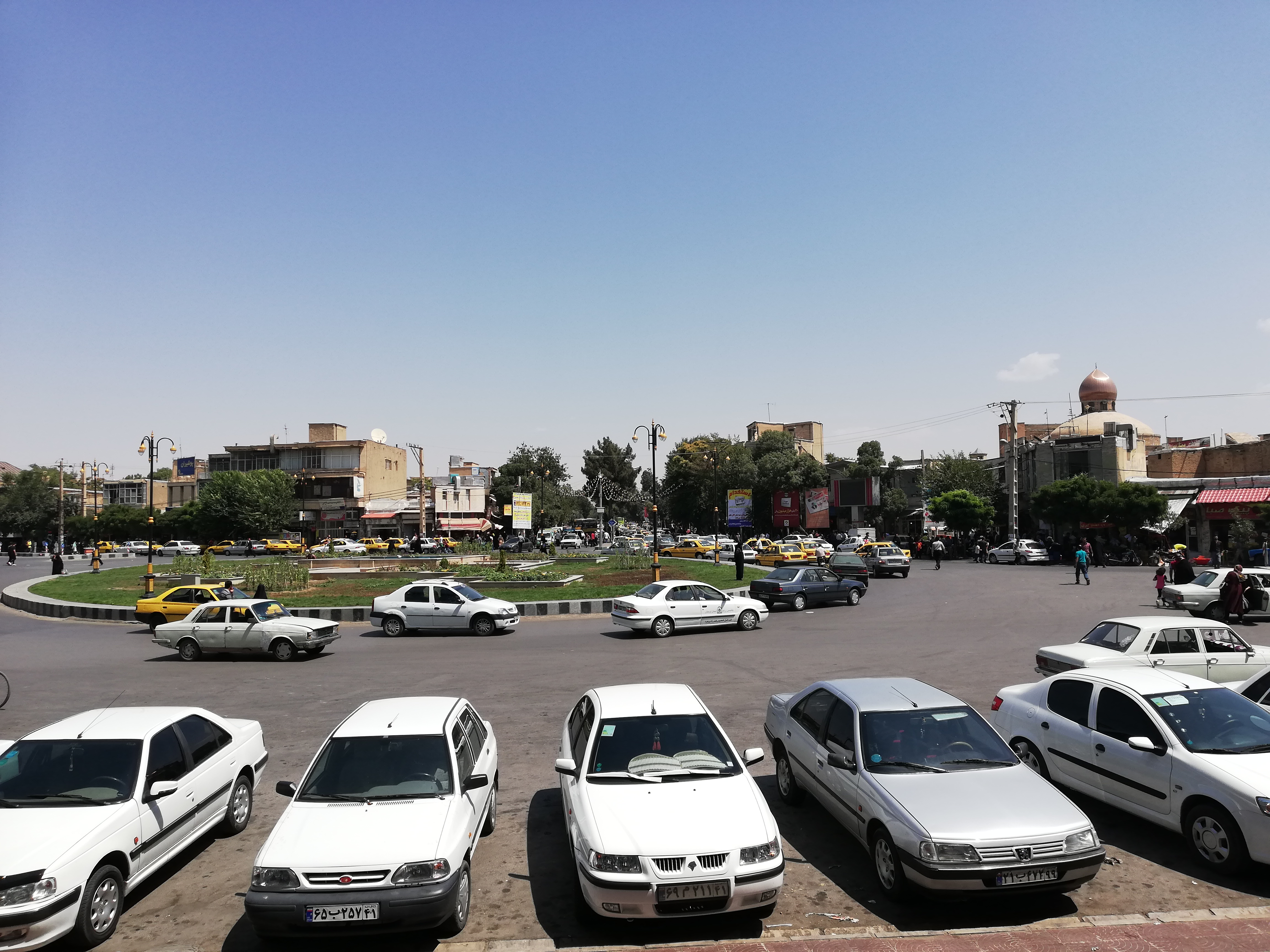
میدان رازان بروجرد از نمای جنوب به شمال

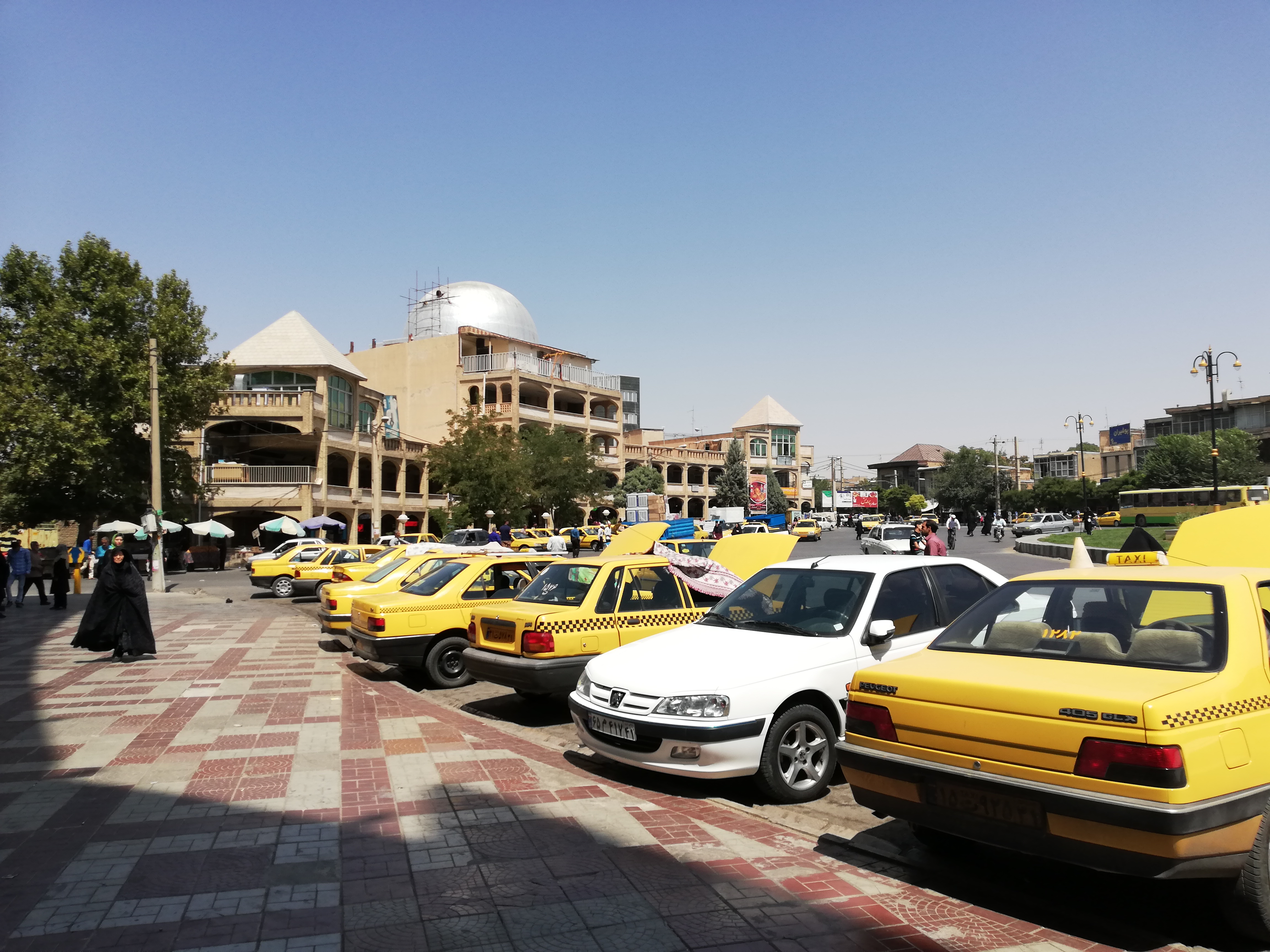
میدان رازان بروجرد و نمای فاز یک

میدان رازان، میدان مرکزی شهربروجرد است. این میدان که در تقاطع خیابانهای صفا، آزادی، سعدی و شهدا قرار گرفته، کلیدی‌ترین تقاطع این شهر است که بار ترافیکی زیادی را نیز پذیراست. نام رازان برگرفته از کوی قدیمی رازان در همین منطقه‌است که یکی از محله‌های تاریخی شهر بروجرد است. طرح تعریض میدان رازان از مهم‌ترین طرحهای شهرداری بروجرد است که تا کنون دو فاز از ۵ فاز آن اجرا شده است که شامل ۲ ساختمان است و فاز ۳ و ۴ پاساژ و فاز ۵ شامل پارک و ازاد سازی فضای مسجد تاریخی سلطانی(امام) است. . 
نام رسمی این میدان در حال حاضر میدان قیام است.

## بناها و امکانات
- زیرگذر میدان قیام
- مجمتع تجاری امام رضا
- مجتمع تجاری فاز اول تعریض میدان قیام
- پایانه تاکسی های درون شهری

## پیوندها
1. ↑  آغاز ساخت زیرگذر میدان قیام بایگانی‌شده  در ۲۶ سپتامبر ۲۰۰۷ توسط Wayback Machine ایرنا، ۱ خرداد ۱۳۸۶